# Walter Junior S
Walter Junior S (S ve významu sport, rovněž bylo S uváděno ve významu special) byl automobil vyráběný v roce 1933 akciovou společností Walter, českým výrobcem osobních automobilů a leteckých motorů v Praze – Jinonicích.

## Vznik a užití
Jednalo se o sportovně-závodní verzi automobilu Walter Junior, který se vyráběl v továrně Walter od roku 1932. Přestože bilance společnosti Walter vykázala za rok 1932 čistý zisk 300 362 Kč, pro omezení výroby snížila počet dělnictva na polovinu původního stavu a provedla snížení dělnických mezd a úřednických platů o 10 procent. V roce 1932 bylo prodáno 374 automobilů Walter, o rok později 517 a vrcholem 30. let byl rok 1934 s výrobou 624 automobilů všech kategorií.
V případě Juniora S (Sport) šlo o identický vůz se sportovním vozem Fiat 508 S Ballila Sport, který italská automobilka představila v polovině dubna 1933 na milánském autosalonu. V témže roce byl veřejnosti představen i sportovní Walter Junior S.  Téměř po dvouletém odmlčení se zúčastnila jinonická automobilka Walter opět rychlostních závodů a jejím debutem byla v roce 1933 účast na klasickém závodě 1000 mil československých. Do závodu, který se mimo očekávání stal jedním z největších evropských rychlostních závodů, vyslala firma Walter 3 sportovní vozy Walter-Junior S, řízené jezdci Knappem, Sabatem a Mandou. Po úspěchu docíleném v závodě na 1000 mil čsl. se rozhodla se jinonická automobilka vyrábět vozy Walter Junior ve sportovním provedení ve větších sériích.
V Jinonicích navíc na podzim 1933 vyrobili i závodní verzi, která měla originální hlavu válců s rozvodem OHV od italské, ladičské firmy SIATA. Společnost SIATA z Turína byla italská autodílna a výrobce automobilů, založená v roce 1926 amatérským automobilovým závodníkem Giorgiem Ambrosiniem. Společnost SIATA zpočátku konstruovala a vyráběla výkonné součásti pro úpravu a vyladění vozů vyráběných firmou Fiat. Později vyráběla vlastní závodní automobily a spolupracovala s dalšími italskými automobilkami jako jsou Ferrari a Maserati.
Levné, spolehlivé a hbité Juniory S (i pozdější SS) získaly prioritu v československé produkci sportovních automobilů. Málo pohodlné a spartánsky vybavené sportovní roadstery patří mezi veterány k těm nejvyhledávanějším.

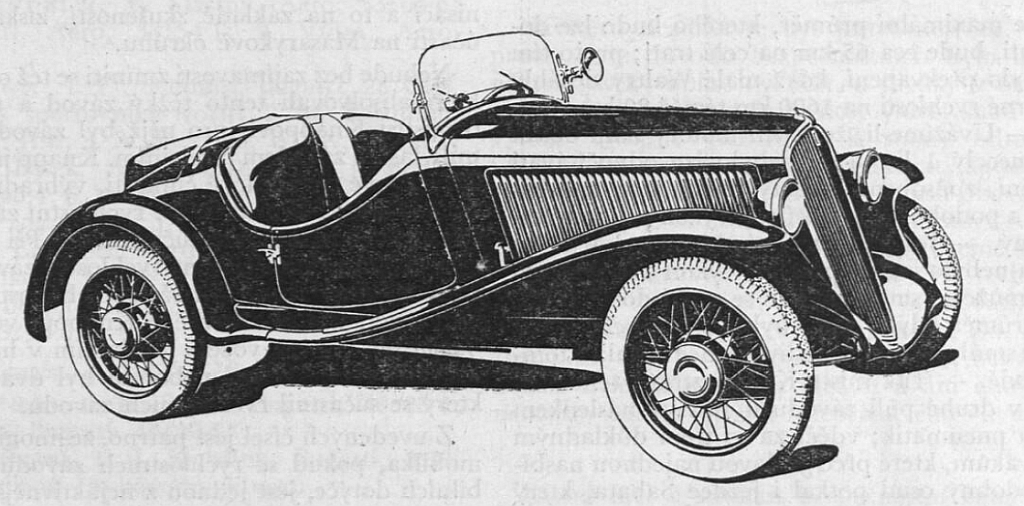
Walter Junior S sportovní verze 1000 mil (1933)

Byl to první automobil jinonické továrny s levostranným řízením.

## Motor
Motor byl v podstatě shodný s limuzínou Walter Junior, zážehový, kapalinou chlazený řadový čtyřválec (R4) s rozvodem SV, o objemu válců 995 cm³ (vrtání 65, zdvih 75 mm). Výkon sportovní verze však byl zvýšen na 30 k/22 kW při 4000 ot/min díky zvýšenému stupni komprese 6,3:1 a novému karburátoru. Motor byl spojen s třístupňovou převodovkou (s upravenými převody) a sportovnímu vozu o hmotnosti 600 kg uděloval největší rychlost 120 km/h. V magazínu Auto (č. 8/1933) bylo zdůrazněno, že  "Vynikající předností vozu Walter Junior S jest živoucí pružnost a akcelerace, snadnost řízení, výtečné vedení na silnici jakož i maximální rychlost 120 km v hodině. — Jest to vůz, který celkovou svou koncepcí je velmi vhodným vozem pro sportovce"
Pro závodní verzi a další navýšení výkonu byla pořízena omezená série originálních hlav s potřebnými díly od turínské firmy SIATA s rozvodem OHV. Řadový čtyřválec (R4) Walter Junior S v tomto provedení dosahoval výkonu 40 k/29,5 kW při 5500 ot./min. a maximální rychlosti až 150 km/h.

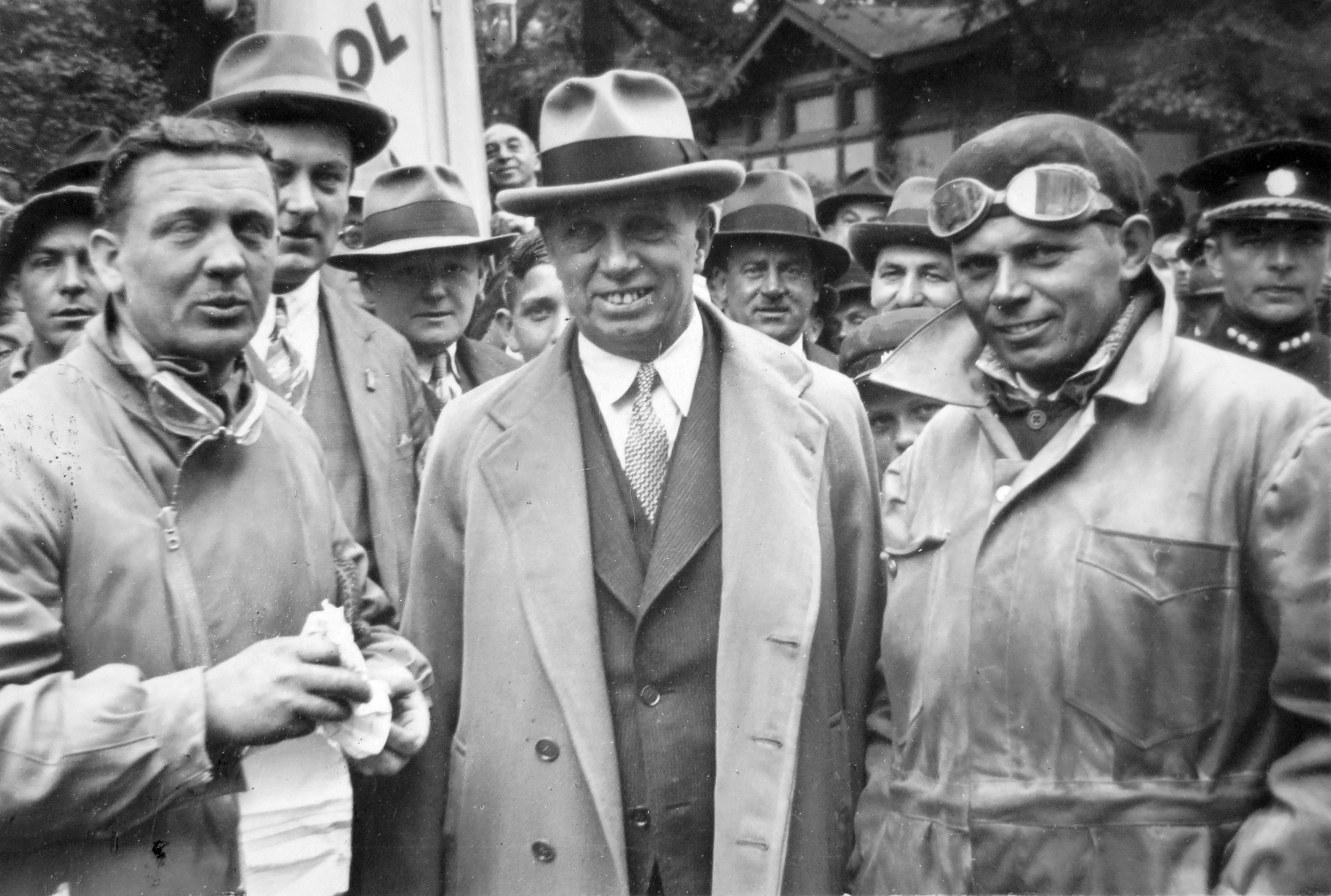
Předseda správní rady Vítězslav Kumpera st. s vítěznou posádkou Knapp - Vojíř (1000 mil československých, třída do 1100 cm^{3}, 1933)

## Podvozek
Podvozek z cestovního Juniora zůstal v podstatě zachován. Na nízký obdélníkový rám s křížovou výztuhou byla posazena dvousedadlová sportovní karoserie (roadster). Obě tuhé nápravy byly odpruženy podélnými, poloeliptickými listovými péry. Pérování bylo doplněno kapalinovými tlumiči nárazů na všech 4 kolech. Hydraulické brzdy působily na všechna čtyři, sedmnáctipalcová drátová kola Rudge-Whitworth, která měla přírubu se čtyřmi šrouby. Vůz měl rozvor 2250 mm, rozchod kol 1200 mm a vlastní hmotnost 765 kg. Samotný podvozek vážil pouhých 380 kg. Zásluhou velmi tuhého rámu uprostřed s výztuhou ve tvaru X měl vůz i jako roadster vynikající jízdní vlastnosti, které jej přímo předurčovaly pro automobilový sport.  Velká nádrž na palivo o obsahu 65 l se ve sportovní verzi přesunula z motorového prostoru do zadní části vozu za sedadly. V závodní variantě měl vůz čtyřstupňovou převodovku se synchronizací 3. a 4. stupně a původní mechanická provozní brzda byla nahrazena hydraulickou.

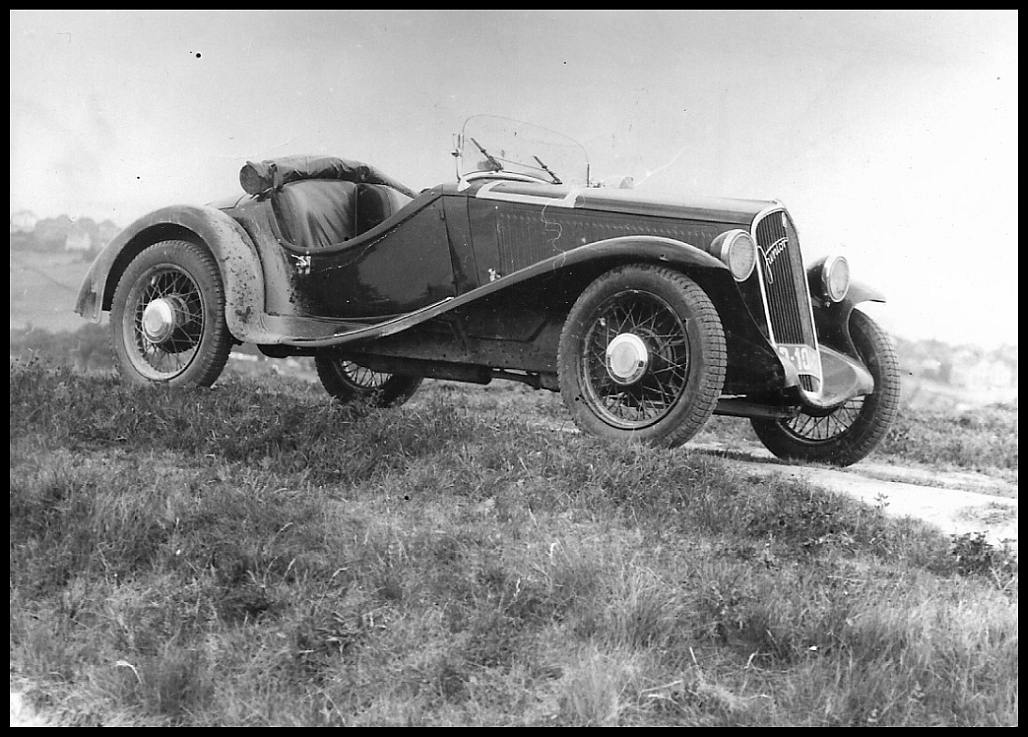
Walter Junior S sportovní verze po 1000 mil československých (1933)

## Karoserie
Vozy Walter-Junior S jsou karosovány jako roadster ve formě torpéda, s nízkými protaženými liniemi, dokonale aerodynamicky profilovanými. Chladič byl dopředu prodloužen šikmou, špičatou maskou a jeho tvar se harmonicky doplňuje s křídlovými, aerodynamicky profilovanými blatníky velmi táhlé linie, které byly protažené téměř za úroveň sedadel. Zcela sklopné přední sklo bylo při jízdě bylo sklopeno šikmo vzad a bylo vyrobeno z netříštivého skla. Silně vykrojená dvířka podtrhovala sportovní charakter tzv. styl „elbow out“ (loket venku), který převládal dlouhá léta ve stavbě sportovních automobilů. Místo náhradního kola měla záď vejčitý charakter a uprostřed zádě bylo vertikální křidélko, ploutvičku. Rezervní kola byla uložena v zadní otvíratelné části karoserie.

## Sportovní úspěchy
- Sportovní verze

Verze Walter Junior S (rozvod SV) zaznamenala největší úspěch na I. ročníku závodu 1000 mil československých, který se jel 10. a 11. června 1933 mezi Prahou a Bratislavou. Závod byl uspořádán Autoklubem Republiky Československé (AKRČs) podle vzoru italského závodu Mille Miglia (1000 mil). Trať z Prahy vedla přes Kolín, Jihlavu, Brno, Hodonín, Břeclav a Malacky do Bratislavy a zpět, měřila takto 796,4 km a jelo se dvakrát. Automobilka Walter nasadila 3 sportovní vozy Walter Junior S v třídě do 1100  cm3 s posádkami Leo Sabat/J. Ulč (st. č. 42), Jindřich Knapp/Karel Vojíř (st. č. 43) a Jaroslav Manda/Rudolf Hodek (st. č. 44). Jindřich Knapp s Karlem Vojířem zvítězili bezpečně ve třídě do 1100 cm3  v čase 19:55,08 h při průměrné rychlosti 79,98 km/h. Z 20 startujících v této třídě dojelo do cíle 13 posádek. V celkovém pořadí obsadili 2. místo za vítěznou, šestiválcovou Pragou Alfa 1,8 l posádky ing. Petra Muchy, která byla ve startovní listině zapsána pod pseudonymem „FLY“ a „Kája“ (19:01,15 h, 83,76 km/h). Úspěch značky Walter byl podtržen 3. místem (Leo Sabat/J. Ulč, 20:12,18 h) a 5. místem (Jaroslav Manda/Rudolf Hodek, 20:30,30 h) ve třídě do 1100 cm3. Továrny nasadily celkem 8 týmů značek Walter, Wichterle a Kovařík Prostějov (WIKOV), Čs. Zbrojovka Brno a Aero-Car-Club Praha, k cíli však dojely pouze 4 týmy, z nichž tým Walter byl nejrychlejším ve třídě do 1100 cm3, za což získal cenu Autoklubu Republiky Československé. V soutěži továrních týmů bez rozdílu kubatur obsadil tým Walter 2. místo za týmem Aeroklubu.
Knapp navíc získal Cenu města Brna pro nejrychlejšího jezdce ve třídě do 1100 cm3 na trati Praha – Brno. Tuto trať absolvoval Knapp v čase 2 hod. 40 minut, což odpovídá průměru 87 km v hodině. Knapp byl s novým sportovním typem Walter Junior S vůbec největším překvapením soutěže. Knapp absolvoval první polovinu závodu Praha – Bratislava – Praha (796,4 km) s průměrem 86 km v hodině. Na 940.km byl ještě v čele, ale při výměně kol u Jihlavy, za což vděčil třem důkladným podkovákům, se mu strhly na šroubech závity, které pak musel opravit, čímž ztratil asi 50 minut. To ho vlastně připravilo o celkové vítězství. Knapp však potom značnou časovou ztrátu nahradil, takže do Prahy k cíli přijel jako druhý nejrychlejší jezdec soutěže, předstižený jen silnějším strojem ing. Petra Muchy. Podobný osud potkal i Leo Sabata, který v posledním úseku ještě 10 km před cílem byl druhý ve třídě, avšak spadlý kabel od svíčky ho odsunul až na třetí místo. Všechny tři vozy Walter docílily lepšího času, nežli všechny vozy vyšší kategorie do 1500 cm3.  V kategorii do 1100 cm3 bylo na startu celkem 20 vozů, z nichž bylo pouze 13 klasifikovaných. Na startu I. ročníku bylo 57 posádek, z nichž k cíli dojely 34 vozy a z nich bylo klasifikováno pouze 31. Výkon vozů Walter Junior S lze tedy označit za veliký sportovní úspěch.
Během roku 1933 byla sportovní verze nasazena do závodů na okruzích ještě několikrát. V Hradci Králové uspořádal Východočeský A. K. 6. července první svůj závod: 1. autookruh městem Hradec Králové. Novinkou závodu bylo, že jeho okruh vedl ulicemi města. Hlavní závod odstartoval ve 14 hodin. Již od rána se k okruhu scházely davy diváků, jejichž počet pořadatelé odhadovali na 40 000. Průběh závodů byl klidný a zdařilý. Komentář v magazínu Auto naopak zdůraznil, že "největší nesnází takovýchto okruhů v našich poměrech bude, že největší část diváků nezaplatí vstupné, takže pořadatelé na podnik doplatí. Dále: divák ze žádného místa nepřehlédne větší úsek trati, protože mu ve výhledu překážejí domy. K tomu přistupuje speciálně u tohoto okruhu ještě ta okolnost, že trať je místy tak úzká, že se tam nevejdou vedle sebe dva rychle jedoucí vozy. Starty zde nelze prováděti hromadně. Při startování po jednom, v intervalech byť i jen pětivteřinových, ztrácí závod pro diváka všechen půvab. Ani jezdec se nemůže správně orientovati o své posici. Mimo to ztrácí mnoho času, nezpomalí-li a neudělá-li mu před ním jedoucí jezdec místo". Snad proto se vozům Walter Junior S až tak nedařilo. Ve třídě do 1100 cm3 Sabat obsadil 5. místo a Manda 6. Startovalo 11 vozů, dojelo 9.

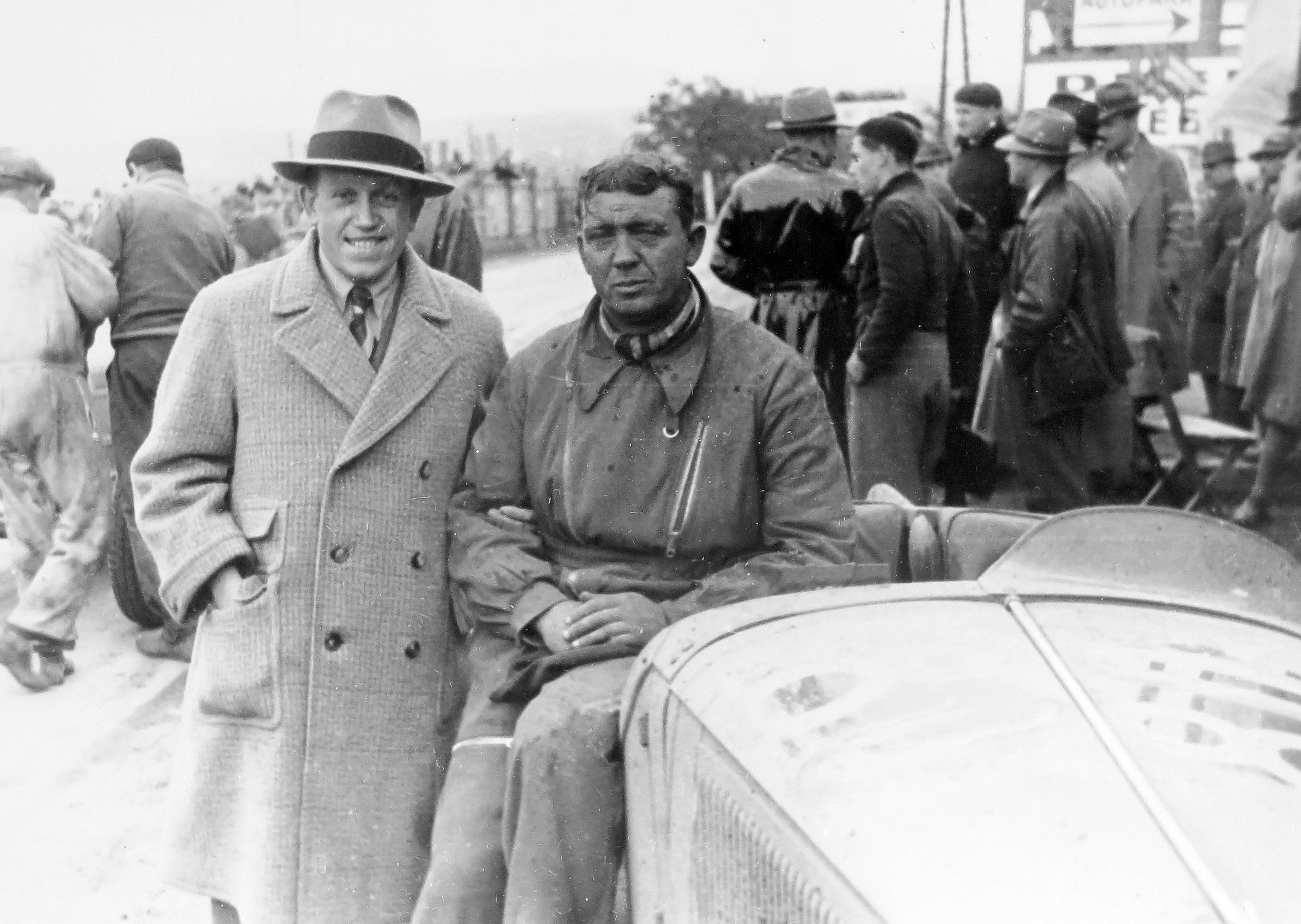
Antonín Kumpera a Jindřich Knapp, Junior S závodní verze, po závodě na Masarykově okruhu (1933)

Na Stříbrném trianglu – Ždírecký okruh (6. srpna) zvítězil ve sportovních vozech do 1100 m3 Novozámský, jezdící pod pseudonymem Kiki na Aeru 1000. Marně se jej pokoušeli překonat jezdci kvalit Nimshausových, Kubíčkových a Mandových, kteří skončili v cíli až za ním, byť jen v intervalech několika málo vteřin. Jezdci na Waltrech skončili na sebou, na 3. a 4. místě v pořadí Jan Kubíček a Jaroslav Manda. Závod se konal za skvělého počasí na trati dlouhé cca 2 km, na níž třída do 1100 cm3 odjela 10 kol (8 startujících, 7 klasifikovaných). Povrch byl místy velmi prašný, takže bylo třeba trať kropit, čímž se závody značné prodloužily. Nejrychlejší závodníci proto dosáhli průměru pod 70 km/h.

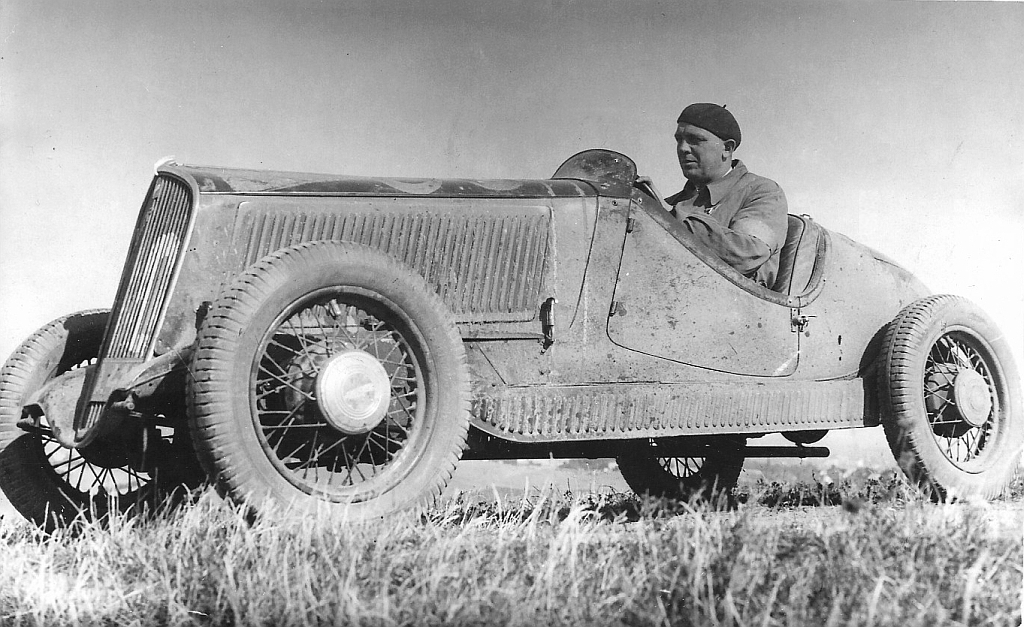
Walter Junior S závodní verze, Knapp po 4. místě v kategorii Voiturettes (1933)

Na závěr sezóny se v neděli 24. září konal V. Ostravský okruh. Oproti dřívějším ročníkům byl závod zkrácen na 5 kol, na okruhu asi 2 km dlouhém v Bělském lese. Podnik, velmi zajímavý a navštívený za pěkného počasí 50 000 diváky. Utrpěl však na propagačním zdaru několika nehodami, jež přinesly zúčastněným jezdcům a divákům vážné škody na zdraví (16 zraněných diváků). V závodu startovalo 16 automobilů ve dvou kategoriích. Jaroslav Manda startoval ve dvou kategoriích, ve sportovních automobilech do 1100 cm3, kde bylo pořadí 1. Jaroslav Manda (Walter) 7:50,7 min (76,5 km/h), 2. „Kiki" (Aero) 8:00,6, 3. Formánek (Aero) 8:02,7 min a ve společném závodě závodních automobilů do 1100 a do 1500 cm3. V závodních vozech zvítězil Adolf Szczyzycki na Wikovu 7/28 (7:28,9 min) před Mandou na Walteru Junior S (7:37,2 min), vítěz třídy do 1,1 l.
- Závodní verze

Vyvrcholením roku 1933 byla účast závodní verze Walter Junior S (rozvod OHV) na Ecce Homo a na 4.Masarykově okruhu. Odlehčena minimálně o všechny blatníky a přední sklo, byla nasazena v roce 1933, těsně před Masarykovým okruhem v závodu do vrchu Ecce Homo (10. září) u Šternberka. Toho roku to byl jediný závod do vrchu s mezinárodní účastí, který se v Československu konal. Test vozu se vydařil a Jindřich Knapp s ním obsadil 1. místo ve třídě závodních vozů do 1100 cm3 (2. Nimshaus na Aeru), mezi závodními vozy skončil 5. a celkově 9. V závodě zvítězil Zdeněk Pohl na závodním stroji Bugatti.

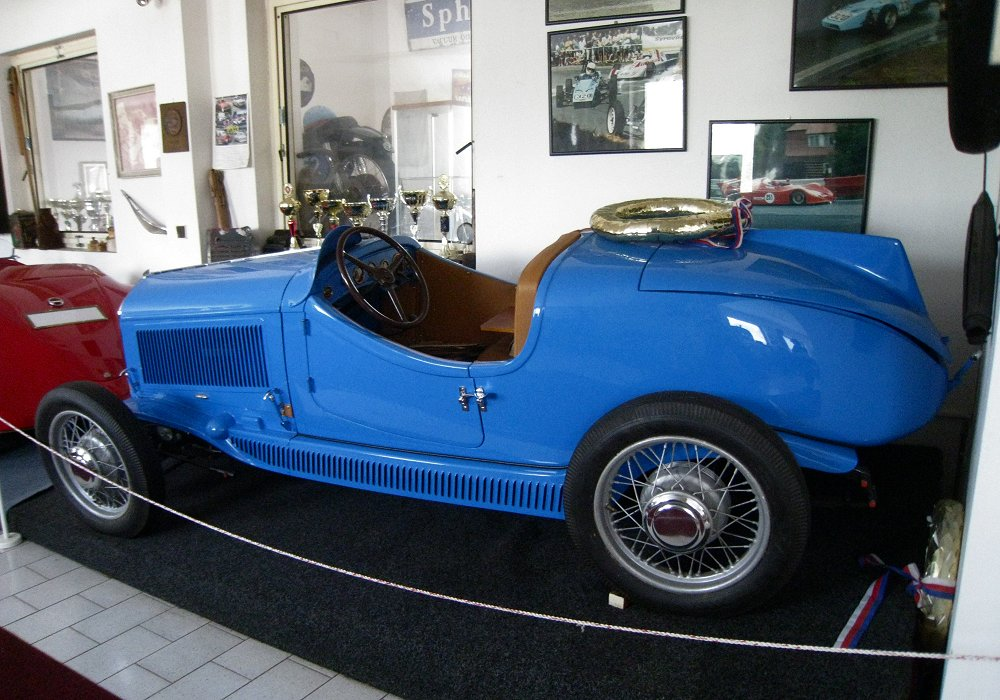
Walter Junior S závodní verze v Nové Pace

O týden později (17. září) byl Walter Junior S nasazen do IV. ročníku závodu na Masarykově okruhu, který tradičně uspořádal automotoklub ČAMS (Československý Automobilový klub pro Moravu a Slezsko). Závodu se účastnil rekordní počet startujících ze všech 7 meziválečných ročníků – z přihlášených 44 jezdců se jich na startu sešlo 33, z toho 21 v silnější kategorii, a i když počasí závodu vyloženě nepřálo, přišlo na 150  tisíc diváků. Zprvu velmi hustý déšť ustal až v 10. kole závodu. V silnější kategorii nad 1500 cm3 (17 kol, tj. 495,1 km) zvítězil potřetí za sebou legendární Louis Chiron na Alfě Romeo P3 Typo B v čase 4:50:22,8 h před Fagiolim a Wimillem (všichni Alfa Romeo). Závod slabší kategorie do 1500 cm3 (Voiturettes), ve které startoval i Jindřich Knapp (st. č. 80) na voze Walter Junior S, se jel na 15 kol, tj. 437,1 km. Přestože v tréninku na tento závod měl Knapp těžkou havárii – v Pisárkách otočil svůj vůz na "budku", do závodu byl vůz připraven. Přes handicap v objemu a kolizi s Paulem Pietschem (Alfa Romeo) ze silnější kategorie (obě kategorie jely v podstatě společný závod) na začátku 7. kola se Jindřich Knapp umístil na 4. místě průměrnou rychlostí 92 km/h. V tomto závodě zvítězil E. G. Burggaller za 4:32:50,1 h při průměrné rychlosti 96,135 km/h před Bruno Sojkou, oba na Bugatti. Jindřich Knapp získal čestnou putovní Cenu Ministerstva obrany za nejlepší čas domácího jezdce na stroji domácí výroby, cenu  Autoklubu Republiky Československé (AKRČs) jakož i cenu předsednictva pořádajícího klubu ČAMS.
Lidové noviny v rozsáhlém komentáři zmiňují i jeho výkon: "Krásného úspěchu dobyl nejstarší československý závodník v poli, J. Knapp (38). Třikrát byla z trati hlášena nebezpečná situace. Jednou se Knapp otočil o celé kolo (v Kohoutovicích), jednou na půl (v Pisárkách) a nakonec se ve finishi smýkl napříč silnice v Žebětíně, ale zkušený jezdec výborně manévroval a dovedl svůj slabý vozík do cíle, dovršiv celých 15 kol, v pořadí 4., v čase 4:52:48,4 h a získal bronzovou plaketu pořádajícího klubu ČAMS". Sám Knapp k tomu dodává: "Dokud pršelo, nebylo to tak zlé. Teprve když silnice osychala, udělal se z jílu naneseného na silnici maz a pak se jelo dost špatně... Nejhorší, co mne v závodě potkalo, byla ztráta brýlí. Přišel jsem o ně v 6. kole. Abych lépe viděl, posunoval jsem si je v zatáčkách z očí na čepici a vítr mi je odnesl. Tak jsem jezdil bez nich."
Pohár AKRČs za rok 1933 přidělila sportovní komise továrně Walter a spol. v Jinonicích. Jindřich Knapp byl odměněn stříbrným odznakem sportovní komise, kterým se označují před veřejností sportovci, kteří se nejvíce zasloužili o propagaci našeho sportu doma i v cizině a kteří mohou býti vzorem. O rok později přetavil stříbro na zlato. Knapp získal zlatý odznak sportovní komise AKRČs za rok 1934.
Jeden z vyrobených automobilů Walter Junior S v závodní verzi je možné zhlédnout v Auto Moto Muzeu Nová Paka.